# 中村組
中村組（なかむらぐみ）は、岐阜県に本拠を置いていた暴力団。2005年12月、解散した。

## 略歴
1989年（平成元年）12月、五代目山口組・渡辺芳則組長は、二代目北岡会・前田英明会長と、正木組・正木年男組長（後の六代目山口組若頭補佐）と、二代目川内組・根本辰男組長と、大原組・大原宏延組長（後の六代目山口組幹部）と、細川組・細川幹雄組長と、浅川会・浅川桂次会長、中村組・中村伍男組長、大門会・大関大会長に盃を与え、山口組直参にした。

## 歴代
- 組長：中村伍男（元山健組）[1]